# Le Journal d'Anne Frank (pièce de théâtre)
Pour les articles homonymes, voir Le Journal d'Anne Frank (homonymie).
Le Journal d'Anne Frank (The Diary of Anne Frank) est une pièce de théâtre américaine de Frances Goodrich et Albert Hackett (adaptation de l'œuvre éponyme d'Anne Frank), créée à Broadway (New York) en 1955.

## Synopsis
La pièce s'inspire du Journal d'Anne Frank, l'autobiographie d'Anne Frank cachée à Amsterdam avec sa famille pendant la Seconde Guerre mondiale puis déportée.

## Fiche technique de la création
- Titre : Le Journal d'Anne Frank
- Titre original : The Diary of Anne Frank
- Auteurs : Frances Goodrich et Albert Hackett, d'après Le Journal d'Anne Frank
- Mise en scène : Garson Kanin
- Scénographie : Boris Aronson
- Costumes : Helene Pons
- Production : Kermit Bloomgarden (en)
- Genre : Drame
- Date de la première représentation : 5 octobre 1955
- Date de la dernière représentation : 22 juin 1957
- Lieux des représentations : Cort Theatre puis Ambassador Theatre (à partir du 26 février 1957), Broadway (New York)
- Nombre de représentations consécutives : 717

## Distribution originale
- Susan Strasberg : Anne Frank
- Joseph Schildkraut : Otto Frank
- Gusti Huber : Edith Frank
- Jack Gilford : Albert Dussel
- Lou Jacobi : Hermann van Daan
- Gloria Jones : Miep Gies
- David Levin : Peter van Daan
- Dennie Moore : Petronella van Daan
- Eva Rubinstein : Margot Frank
- Clinton Sundberg : M. Kraler

Remplacements en cours de production (sélection)
(à des dates non spécifiées)
- Maria Palmer : Edith Frank
- Margalo Gillmore : Petronella van Daan

## Distinctions (production originale)

### Nominations
- 1956 : Quatre nominations aux Tony Awards :
  - De la meilleure actrice dans une pièce pour Susan Strasberg ;
  - Des meilleurs décors pour Boris Aronson ;
  - Des meilleurs costumes pour Helene Pons ;
  - Et de la meilleure mise en scène pour Garson Kanin.

### Récompenses
- 1956 : Trois récompenses décernées :
  - Tony Award de la
  - pièce[1] ;
  - Prix Pulitzer de l'Œuvre théâtrale (Pulitzer Prize for Drama) ;
  - Theatre World Award pour Susan Strasberg.

## Reprises (sélection)
- 1957 : Pascale Audret puis Édith Loria (Anne Frank), Michel Etcheverry (Otto Frank), adaptation française de Georges Neveux, mise en scène de Marguerite Jamois, scénographie de François Ganeau, Théâtre Montparnasse, Paris
- 1997-1998 : Natalie Portman (débutant à Broadway) puis Nathalie Paulding (en) (Anne Frank), George Hearn (Otto Frank), Austin Pendleton (Albert Dussel), Linda Lavin (Petronella van Daan) Music Box Theatre, 221 représentations

## Adaptation à l'écran
- 1959 : Le Journal d'Anne Frank (The Diary of Anne Frank) de George Stevens, avec Millie Perkins (Anne Frank) et Joseph Schildkraut (Otto Frank)